# Stéphane Paoli
Pour les articles homonymes, voir Paoli.
Stéphane Paoli, né le 19 novembre 1948 à Rabat (Maroc) est un journaliste français, notamment à France Inter.

## Biographie
Fils de Jacques Paoli, journaliste de radio, il commence sa carrière en 1969, travaillant de nombreuses années pour Europe 1 avant de rejoindre France Inter en 1994 jusqu'en 2016.
À l'occasion de la Coupe du monde de Football 1998 en France, il coanime sur La Cinquième, avec le footballeur Maxime Bossis, le magazine Planète ronde qui revient sur les Coupes du monde, sur le plan à la fois footballistique et sociétal.
Il est marié à Angie Anakis, artiste peintre.

### Carrière à France Inter
Entre 1999 et 2006, il anime sur France Inter le 7/9 dont deux des temps forts sont l'interview du matin Questions directes, à 8 h 20, et Radiocom, c'est vous, entre 8 h 45 et 9 h, où les auditeurs posent leurs questions à l'invité. Il présente également avec Jean-Michel Ribes une émission mensuelle de débats de société le dimanche soir : Baobab. Il milite en 2005 en faveur du « Oui » au référendum relatif au traité constitutionnel européen. Il reviendra par la suite de manière critique sur cet engagement dans un livre-enquête sur la radio.
Le 25 mars 2006, il est victime d'un accident vasculaire cérébral et quitte momentanément l'antenne ; cet accident le décide à ne plus présenter l'émission matinale.
En accord avec Frédéric Schlesinger alors directeur de France Inter il prend en charge, et produit à partir de la rentrée 2006, une émission politique hebdomadaire, le lundi soir de 19 h 20 à 20 h (puis de 19 h 30 à 20 h 15) avec Raphaëlle Bacqué et Thomas Hugues, Le Franc Parler, diffusé en simultané sur France Inter et I>Télé.
À la rentrée de septembre 2008, Le Franc Parler est remplacé par Le Rendez-vous politique, diffusé le dimanche entre 17 h et 17 h 45. Jean-François Achilli lui succède comme intervieweur sur France Inter, Michel Dumoret et Thomas Hugues comme intervieweurs de I>Télé.
Entre septembre 2007 et  juin 2010, il dirige et présente le 7/9 du week-end sur les ondes de France Inter avec la participation de Sandra Freeman.
En septembre 2010, il inaugure, toujours sur France Inter, un nouveau magazine chaque dimanche de 12 h à 14 h : 3D, le journal, en direct et en public du théâtre du Rond-Point à Paris, pour un traitement de fond de l’actualité de la semaine de façon transdisciplinaire, en deux tranches horaires séparées par le journal de 13 h et le magazine Périphéries d’Édouard Zambeaux ; une fois par mois, l’émission se déplace en région pour aller au plus proche de l’actualité. Depuis septembre 2011 cette émission est toujours en direct et en public, mais en studio à la maison de Radio France.
À la rentrée 2015, Stéphane Paoli garde la même tranche horaire mais propose le grand rendez-vous politique de la station publique : Agora. Il quitte la présentation de son émission à la fin de la saison, le 26 juin 2016 et France Inter après 22 ans passés à Radio France.

### Autre activité
Stéphane Paoli présente par ailleurs depuis 2012 l’émission Plus de Sciences, magazine bimensuel de la chaîne Opal'TV, qui met en valeur les acteurs régionaux de la recherche et de la science depuis le PLUS (Palais de l'univers et des sciences) à Cappelle-la-Grande (Nord).